# 北海道道325号厚別停車場線
北海道道325号厚別停車場線（ほっかいどうどう325ごう あつべつていしゃじょうせん）は、北海道札幌市厚別区内を結ぶ一般道道である。

## 概要
全線が札幌市管理路線である。

### 路線データ
- 起点：北海道札幌市厚別区厚別中央5条3丁目（JR北海道 函館本線 厚別駅）
- 終点：北海道札幌市厚別区厚別中央3条3丁目（国道12号交点）
- 総延長：0.957 km
- 実延長：0.933 km
- 重用延長：0.024 km

### 道路管理者
- 札幌市 建設局 総務部 道路管理課

## 歴史
- 1960年（昭和35年）4月1日 - 311号として路線認定[1]。
- 1994年（平成6年）10月1日 - 路線番号を325号に変更[2]。

## 地理

### 通過する自治体
- 石狩振興局
  - 札幌市厚別区

### 交差する道路
札幌市厚別区
- 国道12号 - 厚別中央3条3丁目（終点）

### 沿線にある施設など
札幌市厚別区
- JR北海道 函館本線 厚別駅
- 厚別東郵便局
- 札幌市立信濃小学校